# NOW That's What I Call Music! Summer
NOW That's What I Call Music! Summer er et dansk opsamlingsalbum udgivet 20. juni 2005 af NOW Music. Albummet er en 3-cd bestående af nogle af de største sommerhits gennem tiden.

## Spor

### Cd 1
1. Nelly: "Hot In Herre"
2. Michael Jackson: "Billie Jean"
3. Kool & the Gang: "Jungle Boogie"
4. Bent Fabric: "Jukebox"
5. Hall & Oates: "Out Of Touch"
6. Rockwell: "Somebody's Watching Me"
7. Matthew Wilder: "Break My Stride"
8. Katrina and the Waves: "Walking On Sunshine"
9. Jimmy Cliff: "I Can See Clearly Now"
10. Rufus and Chaka Khan: "Ain't Nobody"
11. The Bangles: "Walk Like An Egyptian"
12. INXS: "Need You Tonight"
13. Doobie Brothers: "Long Train Running"
14. Laura Branigan: "Self Control"
15. Los del Rio: "Macarena"
16. Los Lobos: "La Bamba"
17. Lou Bega: "Mambo # 5"
18. Las Ketchup: "The Ketchup Song"
19. Bob Marley vs. Funkstar De Luxe: "Sun Is Shining"
20. ABBA: "Summer Night City"
21. Wham!: "Wake Me Up Before You GoGo"

### Cd 2
1. Justin Timberlake: "Rock Your Body"
2. Whitney Houston: "I Wanna Dance With Somebody"
3. Kylie Minogue: "Spinning Around"
4. Crystal Waters: "Gypsy Woman"
5. Miami Sound Machine: "Conga"
6. Ricky Martin: "Living La Vida Loca"
7. Jennifer Lopez: "Waiting For Tonight"
8. Modjo: "Lady (Hear Me Tonight)"
9. Kelis: "Trick Me"
10. Moloko: Sing It Back"
11. Everything but the Girl: "Missing" (Todd Terry Remix)
12. Chic: "Le Freak"
13. Earth Wind & Fire: "Let's Groove"
14. Cut'N'Move: "Get Serious"
15. Spiller: "Groovejet"
16. Jermaine Stewart: "We Don't Have To Take Our Clothes Off"
17. M People: "Moving On Up"
18. Lisa Stansfield: "This Is The Right Time"
19. Donna Summer: "Hot Stuff"

### Cd 3
1. DJ Jazzy & The Fresh Prince: "Summertime"
2. Shabba Ranks: "Mr. Loverman"
3. Ini Kamoze: "Here Come The Hotstepper"
4. Billy Ocean: "Carribean Queen"
5. Bruce Willis: "Under The Boardwalk"
6. Huey Lewis & The News: "If This Is It"
7. Laid Back: "Sunshine Reggae"
8. Eurythmics: "There Must Be An Angel"
9. Bananarama: "Cruel Summer"
10. Bill Withers: "Lovely Day"
11. Bobby McFerrin: "Don't Worry Be Happy"
12. Mamas & The Papas: "California Dreamin'"
13. Nik Kershaw: I Won't Let The Sun Go Down"
14. Pet Shop Boys: "Domino Dancing"
15. Shaggy: "In The Summertime"
16. Boy Meets Girl: "Waiting For A Star To Fall"
17. Grace Jones: "My Jamaican Guy"
18. UB40: "If It Happens Again"
19. Westlife: "World Of Our Own"
20. 10cc: "Dreadlock Holiday"